# 内山ミエ
内山 ミエ（うちやま みえ、1986年8月21日 - ）は、日本のスノーボード選手。新潟県柏崎市出身。血液型はO型。ソチオリンピック代表選手候補。元ナショナルチーム・ハーフパイプ強化指定選手。
プロスノーボーダー。チームアルビレックス新潟所属。現在はYoutuber。元夫は元フットサル選手の中島涼太。
2015年新潟県上越市の雪だるま高原にあるキューピットバレイスキー場のイメージキャラクター。2016年キューピットバレイスキー場PR大使に任命。

## 他選手との関係
スノーボードクロス藤森由香選手とJWSC同期卒業生。

### 新聞
柏崎日報社 新春特別号【スノボで地元に恩返し】2016.1.1.創刊